# Denkmalgeschützte Objekte im Okres Púchov

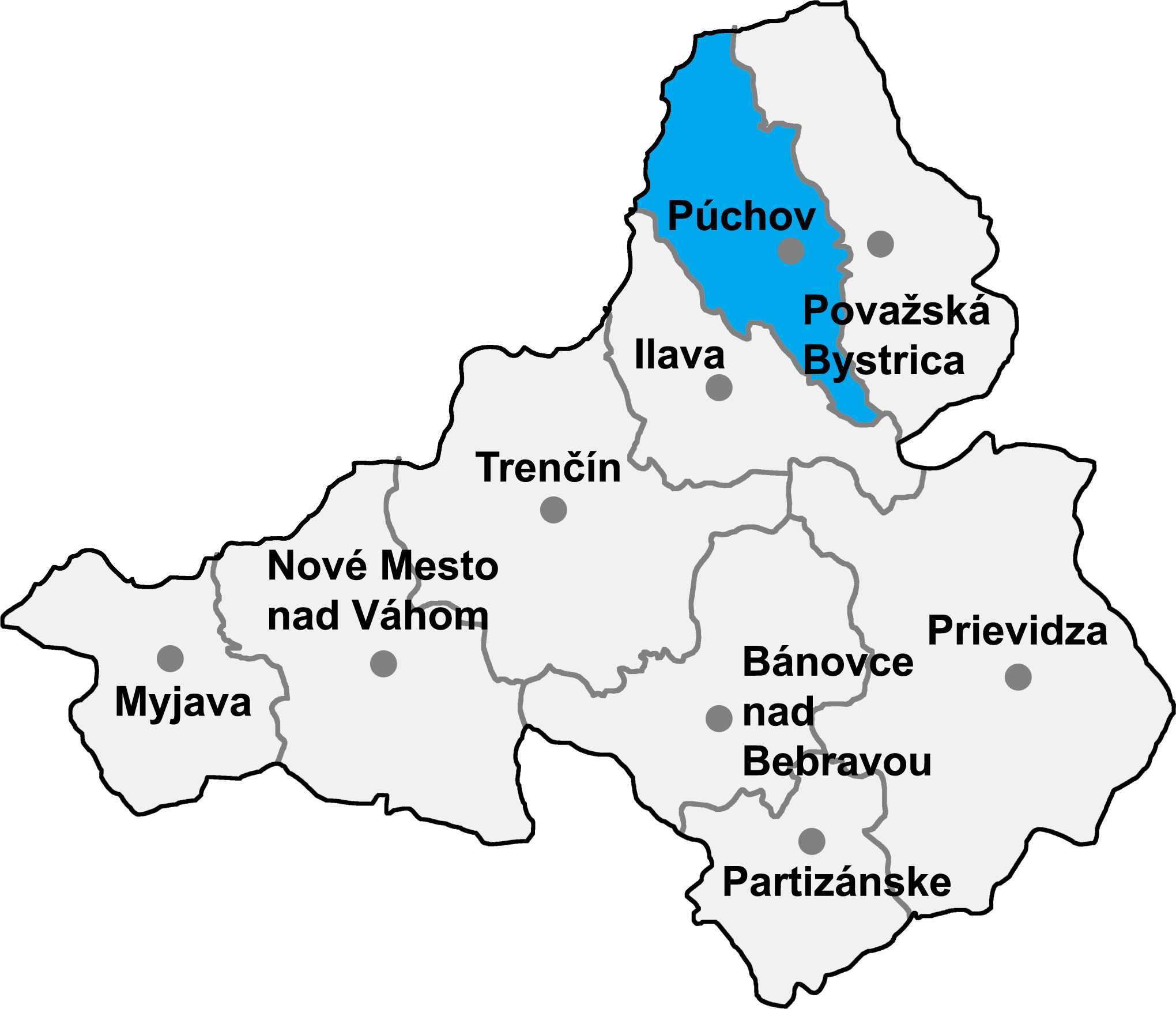

Im Okres Púchov bestehen 58 denkmalgeschützte Objekte. Die unten angeführte Liste führt zu den Gemeindelisten und gibt die Anzahl der Objekte an. In Gemeinden, die nicht verlinkt sind, existieren keine geschützten Objekte.
| Gemeindeliste                  | Objektanzahl |
| ------------------------------ | ------------ |
| Beluša (Bellusch)              | 6            |
| Dohňany                        | 4            |
| Dolná Breznica                 | 0            |
| Dolné Kočkovce                 | 0            |
| Horná Breznica                 | 0            |
| Horovce                        | 4            |
| Kvašov                         | 1            |
| Lazy pod Makytou (Laaz)        | 1            |
| Lednica (Lednitz)              | 14           |
| Lednické Rovne (Lednitz-Rowne) | 10           |
| Lúky                           | 1            |
| Lysá pod Makytou               | 0            |
| Mestečko                       | 0            |
| Mojtín                         | 0            |
| Nimnica (Nimnitz)              | 0            |
| Púchov                         | 13           |
| Streženice                     | 1            |
| Visolaje                       | 1            |
| Vydrná                         | 0            |
| Záriečie                       | 2            |
| Zubák                          | 0            |